# 滝田菊江
滝田 菊江（たきた きくえ、1912年11月15日 - 1949年8月6日）は、昭和時代の声楽家。

## 経歴
東京府立第二高等女学校を経て、東洋音楽学校（本科声楽科）卒。ソプラノを専攻。日本ビクター入社後、同社合唱団の一員となり、1936年（昭和11年）からビクター専属歌手としての経歴が始まる。藤原歌劇団のプリマドンナとして活躍したが、三十代で病没した。
父は総合雑誌『中央公論』の名編集者として知られる滝田樗陰で、その三女。滝田菊江の「デビューのときは、かつて樗陰の庇護を受けた文壇大家が、こぞって後援したので、舞台より客席のほうが豪華版だと評判になった」という。
1943年の東宝映画「音楽大進軍」(渡辺邦男監督)に藤原義江(本人役)の妻という設定で出演していて、藤原義江とともに「愛国行進曲」とプッチーニ「トスカ」二重唱を歌唱する姿を見ることができる。
1935年のJ.O.スタヂオ映画「百万人の合唱」(富岡敦雄監督)では、滝田菊江・渡辺はま子・静ときわ・静みどりの計4人で「ビクター四人娘」として出演している。
映画では1948年の東宝・日本映画社の「幸運の椅子」(高木俊朗監督)の第4話にも出演している。